# الهيئة العامة لعقارات الدولة
تأسست الهيئة العامة لعقارات الدولة بناء على موافقة مجلس الوزراء السعودي على تحويل «مصلحة أملاك الدولة» إلى هيئة عامة في 4 سبتمبر 2018، بعد توصية من مجلس الشؤون الاقتصادية والتنمية. في 6 إبريل 2021م، صدرت موافقة مجلس الوزراء السعودي على قواعد مراقبة عقارات الدولة وإزالة التعديات. وللهيئة 14 فرعاً حول المملكة ومقرها الرئيسي في الرياض، يشغل عبدالرحمن بن حمد بن صالح الحركان منصب محافظ الهيئة العامة لعقارات الدولة منذ 5 مارس 2023.

## الرؤية والرسالة
الرؤية : تعظيم فاعلية منظومة عقارات الدولة وتحقيق تنمية مستدامة.
الرسالة : الحفاظ على عقارات الدولة ورفع كفاءتها الإنتاجية والاقتصادية عبر حلول ابتكارية.
- تحديد إطار تنظيمي متكامل وشفاف لعقارات الدولـة وإنفاذه.
- الاستخدام الأمثل لعقارات الدولة.
- ترشيد نفقات الإيجار ونـزع الملكيـة للجهـات الحكوميـة مـع تطبيـق معاييـر كفـاءة الطاقـة.
- تطبيق أفضل المواصفات والمعايير في العقارات الحكومية.

## المبادرات الإستراتيجية
قامت الهيئة بوضع عدة مبادرات إستراتيجية من ضمنها:
1. مراجعة وإنشاء الأنظمة واللوائح التنظيمية الجديدة.
2. حصر وتسجيل أصول عقارات الدولة وتعزيز المحفظة العقارية.
3. تأسيس وتطوير منظومة التعديات.
4. توفير مقرات بالشراكة مع القطاع الخاص.
5. توفير حلول مالية/ تمويلية جديدة
6. تطوير منتجات ذات عوائد مالية.
7. تأسيس وتطوير منظومة نزع الملكية.
8. رفع كفاءة استخدام العقارات الحكومية
9. تعزيز منظومة الأمن السيبراني
10. تحقيق معايير تميز مؤسسية.
11. تحسين تجربة العميل.
12. وضع سياسات ومنهجيات ومواصفات ومعايير عقارات الدولة.
13. تعزيز منظومة البيانات والحكومة والمخاطر.
14. التحول الرقمي لخدمات الهيئة.
15. بناء تكامل الاستراتيجية وتنفيذها.
16. تعزيز بيئة العمل وتطوير البنية التحتية

## مهام الهيئة
تتولى الهيئة - إضافة إلى اختصاصاتها المقرة نظاماً - المهمات والاختصاصات المتصلة بشؤون عقارات الدولة، وبخاصة ما يأتي:
1. الإشراف على عقارات الدولة.
2. التصرف في عقارات الدولة: يشمل ذلك الاستثمار، والتخصيص، والتأجير وتلبية احتياجات الجهات الحكومية من أراضٍ ومبانٍ، وغيرها من أنواع التصرف، وفقاً للأوامر والأنظمة والتعليمات المنظمة لذلك، بما لا يؤثر على قدرة الهيئة في تلبية احتياجات الجهات الحكومية من تلك العقارات.
3. تلبية الاحتياجات الحكومية من العقار: يمثل هذا الدور هدفاً رئيساً للهيئة يتجلى في دعم وتمكين الجهات الحكومية كافة، وتلبية احتياجاتها العقارية بتوفير المقار لها بناء على دراسة الاحتياج وطبيعة العمل وأعداد الموظفين والزوار بالتركيز على كفاءة المساحة والطاقة والإنفاق، ورفع مستوى الجودة والإنتاجية بالعقار المخصص.
4. وضع السياسات العامة المتعلقة بشؤون عقارات الدولة: ويلي هذا الجانب صياغة وإعداد الخطط والبرامج اللازمة، لتنفيذها والرفع عما يستلزم استكمال إجراءات نظامية في شأنه.
5. اقتراح مشروعات الأنظمة المتعلقة بشؤون عقارات الدولة: ومن ذلك اقتراح تعديل القائم منها، ورفعها لاستكمال الإجراءات النظامية.
6. وضع الإجراءات اللازمة لتثبيت ملكية الدولة لجميع عقاراتها: يتمّ ذلك عبر استصدار صكوك على العقارات الحكومية باسم عقارات الدولة.
7. تمثيل الدولة أمام الجهات القضائية وشبه القضائية: يسري هذا التفويض داخل المملكة وخارجها وتمثل الدولة في المنازعات المرتبطة بملكية عقارات الدولة أو الاعتداء عليها وذلك بالتنسيق مع الجهات المستفيدة منها.
8. تخصيص عقارات الدولة للجهات الحكومية: يشمل ذلك إلغاء تخصيصها عند الاقتضاء، ووضع الضوابط والإجراءات اللازمة لذلك.
9. وضع آليات تضمن تحقيق التكامل والتنسيق بين الجهات الحكومية المعنية بشؤون عقارات الدولة: يكون ذلك بما يمكّن الهيئة من تنفيذ ما يُسند إليها من مهمات، والبت في أي تنازع بينها.
10. متابعة تطبيق الأنظمة واللوائح والتعليمات الخاصة بشؤون عقارات الدولة.
11. حفظ أصول صكوك ووثائق ملكية عقارات الدولة.
12. إبرام عقود واتفاقيات التمويل، بما في ذلك عقود القروض، وأدوات الدين من صكوك وما في حكمها.
13. بناء وتطوير قاعدة بيانات إلكترونية متكاملة مع نظام معلومات جغرافية خاصة بعقارات الدولة، والتنسيق مع الجهات ذات العلاقة من أجل توحيد المعايير والمواصفات وفق أفضل الممارسات.
14. وضع قواعد وضوابط لتقويم عقارات الدولة، وشرائها أو استئجارها.
15. تحديد الحقوق المترتبة على استخدام عقارات الدولة.
16. تقويم العقارات التي ترغب الجهات الحكومية في شرائها أو استئجارها، وذلك من الناحيتين المالية والفنية.
17. تقويم عقارات الدولة، ومراجعتها دورياً.
18. وضع معايير ومواصفات -وفق أفضل الممارسات- لتشغيل عقارات الدولة وتطويرها، وإدارتها، وصيانتها.
19. اعتماد معايير ومواصفات -وفق أفضل الممارسات- لبناء عقارات الدولة وتخطيطها وتصميمها وتنفيذها وتطويرها، وآليات وخيارات تمويلها. بالتنسيق مع الجهات المعنية.
20. التعاون وتبادل الخبرات مع المنظمات والهيئات الإقليمية والدولية ذات الصلة بمهمات الهيئة، وبيوت الخبرة المتخصصة داخل المملكة وخارجها، وذلك في حدود اختصاصاتها.
21. تأسيس الشركات أو المشاركة أو المساهمة فيها؛ وإنشاء صناديق الاستثمار ونحوها أو المساهمة فيها، بالاتفاق مع وزارة المالية، تسهم في تمكين الهيئة من أداء مهماتها وغاياتها، وتخدم الأهداف التي أنشئت من أجلها، ولها أن تُسند أداء بعض مهماتها إلى هذه الشركات.

## أعضاء مجلس الإدارة
- وزير المالية، رئيسا.[5]
- ممثل من وزارة العدل.
- ممثل من وزارة الداخلية.[6]
- ممثل من وزارة المالية.
- ممثل من وزارة الشؤون البلدية والقروية والإسكان.
- ممثل من وزارة البيئة والمياه والزراعة.
- ممثل من وزارة الاقتصاد والتخطيط.
- ممثل من وزارة الطاقة.
- ممثل من وزارة الصناعة والثروة المعدنية.
- ممثل من الهيئة العامة للعقار.
- محافظ الهيئة.

## محافظو الهيئة العامة لعقارات الدولة
| المحافظ                          | الفترة                          | المصدر |
| -------------------------------- | ------------------------------- | ------ |
| إحسان بن عباس بافقيه             | من 27 ديسمبر 2018 - 5 مارس 2023 | [ 7 ]  |
| عبدالرحمن بن حمد بن صالح الحركان | من 5 مارس 2023 - إلى الآن       | [ 3 ]  |